# Tursunoy Oxunova
Tursunoy Oxunova (ros. Турсуно́й Махму́довна Аху́нова, ur. 20 maja 1937 w kiszłaku Pachta obecnie w obwodzie taszkenckim, zm. 21 września 1983 tamże) – radziecka robotnica i polityk.

## Życiorys
Była Uzbeczką. Skończyła 8 klas szkoły i w 1954 szkołę mechanizacji gospodarki rolnej, pracowała w kołchozie, obsługiwała maszynę do zbierania bawełny. W styczniu 1960 została brygadzistką zmechanizowanej brygady kołchozu bawełnianego im. Kirowa, była inicjatorką pełnej mechanizacji całego procesu uprawy bawełny. Od 1962 do 1974 była deputowaną do Rady Najwyższej ZSRR od 6 do 8 kadencji, była członkinią Prezydium Rady Najwyższej ZSRR. Została pochowana w Taszkencie.

## Odznaczenia
- Medal Sierp i Młot Bohatera Pracy Socjalistycznej (dwukrotnie, 25 grudnia 1959 i 20 lutego 1978)
- Order Lenina (trzykrotnie, 25 grudnia 1959, 14 lutego 1975 i 20 lutego 1978)
- Order Czerwonego Sztandaru Pracy (11 lutego 1957)
- Nagroda Leninowska (1967)
- Medal „Za pracowniczą wybitność” (1 marca 1965)